# Gräsören, Sibbo
Gräsören är en ö i Finland. Den ligger i Finska viken och i kommunen Sibbo i landskapet Nyland, i den södra delen av landet. Ön ligger omkring 18 kilometer öster om Helsingfors.
Öns area är 2,1 hektar och dess största längd är 250 meter i sydväst-nordöstlig riktning.